# Clas-Uno Frykholm
Clas-Uno Frykholm, född 10 december 1948, är en svensk ämbetsman.
Clas-Uno Frykholm disputerade i pedagogik vid Umeå universitet 1989 och har forskat om utvärdering. Han har arbetat med utvärdering på Högskoleverket och med utvärdering och kvalitetsbedömning på Stiftelsen för miljöstrategisk forskning. Han var 2011–14 den första chefen för Myndigheten för kulturanalys.
Han var regeringens utredare för den 2015 framlagda Museiutredningen.